# Hans von Ohain
Hans Joachim von Ohain (ur. 14 grudnia 1911 w Dessau, zm. 13 marca 1998 w Melbourne (Floryda)) – niemiecki naukowiec; twórca pierwszego silnika odrzutowego o praktycznym zastosowaniu.
W 1933 sformułował teorię napędu odrzutowego. W 1935 uzyskał tytuł doktora w dziedzinie fizyki i aerodynamiki na Uniwersytecie w Getyndze i został młodszym asystentem Roberta Pohla. W 1936 opatentował koncepcję silnika turboodrzutowego i rozpoczął pracę w wytwórni lotniczej Heinkla. Wspólnie z mechanikiem samochodowym Maxem Hahnem zbudował silnik oznaczony jako He S1, który był zasilany wodorem, a następnie benzyną. He S1 nie został użyty do napędu samolotów. Potwierdził jedynie słuszność założeń Ohaina.
Po II wojnie światowej został przerzucony do USA w ramach Operacji Spinacz (Paperclip).